# Yelsemia lowrieana
Yelsemia lowrieana är en svampart som beskrevs av R.G. Shivas & Vánky 2003. Yelsemia lowrieana ingår i släktet Yelsemia och familjen Melanotaeniaceae.   Inga underarter finns listade i Catalogue of Life.